# Ses Sitjoles
Ses Sitjoles és una antiga possessió del terme municipal de Campos, Mallorca, situada entre les possessions de can Barret, Son Noguera, sa Vinyoleta i Es Revellar.
Es troba documentada el 1291 amb el nom de Beniomir. El 1606 n'era propietari Miquel Ferrandell, de ciutat de Mallorca, i ja tenia cases, molí de sang i 160 quarterades de sementers. Era dedicada a vinya, conreu de cereals i a ramaderia ovina. El 1658 era del senyor Joan Antoni Fuster, donzell. El 1987 el Govern Balear, mitjançant un conveni de la Conselleria de Sanitat i Seguretat Social i el Projecte Home, creà a la propietat rústica de ses Sitjoles de 4,3 ha, una comunitat educativa i terapèutica destinada a la rehabilitació i la reinserció de drogodependents, amb una capacitat màxima per a 60 persones.